# Val-de-Vesle
Val-de-Vesle település Franciaországban, Marne megyében. Lakosainak száma 992 fő (2022. január 1.). Val-de-Vesle Beaumont-sur-Vesle, Beine-Nauroy, Les Petites-Loges, Prosnes, Prunay, Sept-Saulx, Verzy és Villers-Marmery községekkel határos.

## Népesség
A település népessége az elmúlt években az alábbi módon változott:
| Lakosok száma | 884  | 921  | 926  | 912  | 907  | 916  | 951  | 966  | 992  |
|               | 2013 | 2015 | 2016 | 2017 | 2018 | 2019 | 2020 | 2021 | 2022 |